# Mason Gooding
Mason Gooding (Los Angeles, 1996. november 14. –) amerikai színész. 
Mellékszerepet játszott a Nagypályások (2018) című sorozatban, és főszerepet alakított a Szeretettel: Victor (2020-2022) című tini drámasorozatban. Emellett feltűnt az Éretlenségi (2019) és a Zuhanás (2022) című filmekben, valamint Chad Meeks-Martint formálta meg a Sikoly (2022) és a Sikoly VI. (2023) horrorfilmekben.

## Fiatalkora
1996. november 14-én született a kaliforniai Los Angelesben, Sara Kapfer és Cuba Gooding Jr. gyermekeként. Három gyermek közül ő a középső. Apai nagyapja Cuba Gooding Sr. volt, a The Main Ingredient nevű R&B együttes egykori énekese, nagybátyja Omar Gooding színész. Apai dédapja Barbadosról vándorolt be az Amerikai Egyesült Államokba.
A kaliforniai Windward High Schoolba járt, ahol négy éven át focizott. 2015-ben diplomázott. A középiskola alatt a foci és a színészet volt a fő érdeklődési köre.
A diploma megszerzése után színészkedni szeretett volna, de a főiskola mellett döntött, miután meglátogatta édesapját a New York-i forgatásán. Beiratkozott a New York University Tisch School of the Arts-ra, ahol drámaírói és pszichológiai tanulmányokat folytatott. Az első évben abbahagyta tanulmányait, hogy teljes mértékben a színészettel foglalkozhasson.

## Pályafutása
2017-ben, még főiskolásként, menedzsert és ügynököt talált, és elkezdett szerepeket kapni. Első jelentősebb színészi munkája az HBO vígjáték-drámasorozatában, a Nagypályásokban volt, Dwayne Johnson oldalán. 2018-ban első jelentős filmszerepét Olivia Wilde rendezői debütálásában, az Éretlenségi című filmben kapta. 2019-ben megkapta Andrew szerepét a Szeretettel: Victor című sorozatban, amely a 2018-as Kszi, Simon film televíziós folytatása. A sorozatot eredetileg a Disney+ számára fejlesztették, de végül 2020-ban a Hulu mutatta be. Bár középiskolában amerikai focizott, a szerep kedvéért meg kellett tanulnia kosárlabdázni. Ugyanebben az évben szerepelt a Netflix karácsonyi témájú romantikus vígjátékában, a Behavazvában is. 2020-ban Gooding szerepelni kezdett a Freeform szitkomjában, az Everything's Gonna Be Okay-ban is.
Ugyanebben az év szeptemberében őt választották Chad Meeks-Martin szerepére az ötödik Sikoly filmben, amelyet Matt Bettinelli-Olpin és Tyler Gillett rendeztek. A filmet a koronavírus-világjárvány miatt elhalasztották, végül 2022. január 14-én mutatták be. 2021 augusztusának végén Kesha és Chloe Bailey oldalán szerepelt az Electric Easy című hangjátékban, amely egy zenei neo-noir sci-fi történet a jövőbeli Los Angelesben, ahol az emberek együttélését mutatják be a „villanyosokként” ismert robotokkal. A műsort Vanya Asher alkotta, a vezető producer Kesha volt. A podcast 2021. augusztus 30-án debütált. Ismét eljátszotta Chad Meeks-Martin szerepét a Sikoly VI. filmben, amely 2023. március 10-én került a mozikba, és várhatóan a hetedik Sikolyban is visszatér majd a szerephez.

## Filmográfia
| Év   | Magyar cím                     | Eredeti cím        | Szerep            | Magyar hang   |
| ---- | ------------------------------ | ------------------ | ----------------- | ------------- |
| 2019 | Éretlenségi                    | Booksmart          | Nick Howland      | Ágoston Péter |
| 2019 | Behavazva                      | Let It Snow        | Jeb               |               |
| 2022 | Sikoly                         | Scream             | Chad Meeks-Martin | Orosz Ákos    |
| 2022 | Jöjj vissza hozzám!            | I Want You Back    | Paul              |               |
| 2022 | Felszállás – Veled a Marsra    | Moonshot           | Calvin Riggs      | Baráth István |
| 2022 | Zuhanás                        | Fall               | Dan Connor        | Czető Roland  |
| 2023 | Sikoly VI.                     | Scream VI          | Chad Meeks-Martin | Orosz Ákos    |
| 2024 |                                | Y2K                | Jonas             |               |
| 2024 | A legjobb barinőm férjhez megy | Adult Best Friends | John              | Csiby Gergely |
| 2024 |                                | Aftermath          | Jimmy Roken       |               |
| 2025 |                                | Heart Eyes         | Jay Simmons       |               |
| 2026 | Sikoly VII.                    | Scream 7           | Chad Meeks-Martin |               |

### Televízió
| Év        | Magyar cím           | Eredeti cím                | Szerep           | Megjegyzés                                              |
| --------- | -------------------- | -------------------------- | ---------------- | ------------------------------------------------------- |
| 2017      |                      | Spring Street              | operaházi csapos | 1 epizód                                                |
| 2018      | Nagypályások         | Ballers                    | Parker Jones     | mellékszereplő (3 epizód)                               |
| 2018      | Doktor Murphy        | The Good Doctor            | Billy Cayman     | 1 epizód                                                |
| 2020      |                      | Everything's Gonna Be Okay | Luke             | mellékszereplő (4 epizód)                               |
| 2020      | Star Trek: Picard    | Star Trek: Picard          | Gabriel Hwang    | 1 epizód                                                |
| 2020–2022 | Szeretettel: Victor  | Love, Victor               | Andrew Spencer   | - főszereplő (21 epizód) - magyar hangja: - Penke Bence |
| 2022      | Így jártam apátokkal | How I Met Your Father      | Ash              | 1 epizód                                                |
| 2024      |                      | The Kill Count             | díler            | 1 epizód                                                |